# Gerhard Hahn
Gerhard Hahn (Berlim, 28 de Janeiro de 1933, Rauschenberg, 7 de maio de 2023) é um paleontólogo alemão, conhecido pelo estudo das trilobites do Carbonífero de várias regiões e de mamíferos multituberculados do Jurássico de Portugal.